# 알렉상드르테오필 방데르몽드
알렉상드르테오필 방데르몽드(프랑스어: Alexandre-Théophile Vandermonde, 1735년 2월 28일 - 1796년 1월 1일)는 프랑스의 수학자, 화학자, 음악가이다. 프랑스 파리에서 태어나고 죽었다. 방데르몽드는 원래 바이올리니스트였고, 1770년쯤에야 수학에 발을 들였다. 1771년에 그는 대칭 함수와 원분 다항식에 관한 논문을 발표했는데, 훗날의 갈루아 이론을 어느 정도 내다본 내용이었다. 같은 해에 발표한 또다른 논문에서 그는 기사의 여행을 연구했고, 매듭 이론의 발전을 예지하였다. 그는 같은 해에 프랑스 과학 아카데미의 회원으로 선출되었다. 1772년에는 조합론과 행렬식에 관한 논문들을 아카데미에 제출하였다. 그는 프랑스 고등사범학교의 교수였고 프랑스 국립공예원의 회원이었다.

## 같이 보기
- 방데르몽드 행렬
- 방데르몽드 항등식

## 참고 문헌
- Gilbert Faccarello, Du Conservatoire à l'Ecole Normale, Les cahiers d'histoire du CNAM, 2-3, 17-57, CNAM, Paris, 1993.  보관됨 18 5월 2015 - 웨이백 머신
- Jacqueline Hecht, Un exemple de multidisciplinarité : Alexandre Vandermonde (1735-1796), Population, 4, 641-676, INED, Paris, 1971.